# Polystichtis rhesa
Polystichtis rhesa är en fjärilsart som beskrevs av William Chapman Hewitson 1858. Polystichtis rhesa ingår i släktet Polystichtis och familjen Riodinidae. Inga underarter finns listade i Catalogue of Life.